# عريب (النادرة)

تعديل مصدري - تعديل

عريب هي إحدى قرى عزلة عمقة بمديرية النادرة التابعة لمحافظة إب، بلغ تعداد سكانها 380 نسمة حسب تعداد اليمن لعام 2004.